# 吳秉叡
吳秉叡（1966年10月7日—），臺灣政治人物，民主進步黨籍，臺東縣人，現任新北市第四選舉區立法委員，曾任野百合學運國立政治大學學生代表、臺灣臺東地方法院法官、臺北縣縣長蘇貞昌機要秘書。

## 經歷
- 1998年，參選臺東縣選舉區立法委員，敗給曾任省議員的民主聯盟徐慶元。
- 2001年，擔任臺北縣縣長蘇貞昌的機要秘書[4]。
- 2004年，當選台北縣第二選舉區立委。
- 2008年，改制單一選區，參選臺北縣第四選舉區（新莊市-75里），以不到七千票之差，敗於國親聯盟提名的李鴻鈞，連任失敗。
- 2012年，獲民進黨提名全國不分區名單，排名第12名，當選第八屆立委。
- 2015年3月26日，參與新北市第四選舉區立委初選民調，擊敗前立委鄭余鎮的兒子鄭余豪，以5成4過半支持率出線，而自己則表示，如果贏得民進黨內立委初選，會向民進黨中央報備，循柯文哲參選模式，與洪仲丘舅舅胡世和以民調決勝負，推出一組人馬與國民黨對決。[5]
- 2015年4月2日，洪仲丘舅舅胡世和發出新聞稿表示希望8月底進行民調，自己受訪時聽到胡世和希望8月民調顯得有些訝異，並反問「怎麼可能？他昨天才跟我說希望5月底」。當初柯文哲與立委姚文智是在民進黨提名之前做民調，「什麼叫柯P模式，大家的定義可能不太一樣，我們了解之後再說」。[6]
- 2015年5月19日，與洪仲丘舅舅胡世和一同召開民調說明記者會，協議民調時不會提到黨籍。會中，胡世和的隨同與會者一度欲搶至受訪者位置喊口號遭制止，被提醒應維持君子風度。[7]
- 2015年6月2日，於整合民調中獲勝，並表示新莊區的在野完成整合，代表進步力量集結的第一步，將力拼完成「新莊換立委」的任務。由於民調前曾簽保密協議，民調結果由敗方決定是否公布。[8]
- 2016年1月16日，成功當選新北市第四選舉區（新莊區-75里）立委，得票數及得票率均創下該區新高。
- 2022年7月，接任新北市市長候選人林佳龍競選辦公室總幹事[9]。
- 2023年4月26日，擊敗黨內對手牙醫許文琪，以53.97%勝出代表民進黨競選新北市第四選舉區立委連任[10]。
- 2024年1月，吳秉叡以約5成得票率連任，擊敗國民黨提名的時任議長蔣根煌之子蔣欣璋。

## 立法委員
- 第8屆第2會期：公督盟評鑑財委會第一名立委、財經立法促進院評鑑財委會績優立委。[11] [12]
- 第8屆第3會期：公督盟評鑑財委會優秀立委、財經立法促進院評鑑財委會第一名立委。
- 第8屆第4會期：公督盟評鑑優秀黨團幹部。
- 第8屆第5會期：立法院黨團幹部不列入財委會評鑑，故無財委會名次。第5會期未公佈優秀黨團名單。
- 第8屆第6會期：公督盟評鑑財委會優秀立委
- 第8屆第7會期：公督盟評鑑財委會優秀立委
- 第9屆第3會期：口袋國會評鑑財委會優秀立委
- 第9屆第5會期：口袋國會評鑑財委會優秀立委

## 爭議

### 遭誣陷緋聞
蔡有全在政論節目中指控，民進黨不分區立委，有人不只睡樁腳與支持者女兒、還睡了女議員，有記者追問蔡有全相關問題時，蔡回應姓吳的立委沒這麼多你猜是誰就是了。他還另外爆料，自己在三重地方，聽見樁腳說「他睡自己的助理」。
吳秉叡隨即向記者與蔡有全提告。並指出，四年前他投入新莊選區時，「這件事」即被抹黑，「沒想到現在又被拿出來炒」。吳秉叡發重誓表示，如果有人能提出證據，他不只退出政壇，「將自殺以謝國人」。
後蔡有全、吳子嘉因未經查證而做出不實指控，經一、二審法院審判皆須賠償因不實指控造成吳秉叡的名譽損害，蔡有全還須在蘋果日報、自由時報刊登道歉啟事，而吳子嘉亦須在美麗島電子報刊登道歉啟事，蔡有全亦因毀謗罪遭判刑4個月確定。

### 大陸地區學生健保案
2012年，民進黨不分區立委吳秉叡基於醫療人權等考量，評估研究是否可能將大陸學生比照一般外籍生在繳納全額保費下加入全民健康保險一事，引發綠營基層不滿。新北市議員李婉鈺在臉書上寫下「吳秉叡應考慮將立委職務讓給余天」，呼籲支持的朋友點進原文按讚，讓「黨中央和犯錯的吳委員」知道民意的力量。

### 反服貿絕食抗議
2014年3月18日，民主進步黨籍立法委員蕭美琴、吳秉叡與吳宜臻三人，為抗議中國國民黨將兩岸服務貿易協議送往立法院院會存查，於立法院大門展開70小時靜坐禁食抗議，然而於絕食開始不久後，太陽花學運的學生衝進立法院佔領議場，於是吳秉叡等絕食立委為保護學生安全，轉往立法院議場入口持續絕食靜坐。

### 一例一休相關言論
2016年10月27日，在立法院衛環委員會通過一例一休相關草案的議事錄確認後，民進黨立法院黨團幹事長吳秉叡在黨團記者會上說「反對法案的人，將來選舉可以不要支持民進黨」，引發爭議；吳秉叡於同日晚間澄清，他的意思是尊重不支持修法的人，卻因過度簡化的語言讓大家無法理解，他願表示歉意。

### 議場鎖喉藍委
2020年6月，國民黨動員抗議監察院院長人事案，佔據立法院時，根據張宏陸上傳之影片，在騷動中洪孟楷趁隙攻擊在門邊的邱議瑩，隨後遭吳秉叡勒脖。事後洪孟楷除了否認攻擊女立委外，並聲淚俱下地控訴暴力，「勒住脖子的一瞬間，想到他1歲6個月的女兒及父母」。吳秉叡則回應互相拉扯的後果彼此都得承受，並提醒洪孟楷成熟一點。邱議瑩隨後也證實遭洪孟楷推打。

## 選舉紀錄
| 年度 | 選舉屆數             | 選舉區                                 | 所屬政黨   | 得票數    | 得票率 | 當選標記 | 備註   |
| ---- | -------------------- | -------------------------------------- | ---------- | --------- | ------ | -------- | ------ |
| 1998 | 第四屆立法委員選舉   | 臺東縣選舉區                           | 民主進步黨 | 16,366    | 21.77% |          |        |
| 2004 | 第六屆立法委員選舉   | 臺北縣第二選舉區                       | 民主進步黨 | 45,821    | 8.34%  |          |        |
| 2008 | 第七屆立法委員選舉   | 臺北縣第四選舉區                       | 民主進步黨 | 70,265    | 47.13% |          | [ 25 ] |
| 2012 | 第八屆立法委員選舉   | 全國不分區及僑居國外國民立法委員選舉區 | 民主進步黨 | 4,556,424 | 34.62% |          |        |
| 2016 | 第九屆立法委員選舉   | 新北市第四選舉區                       | 民主進步黨 | 116,723   | 62.98% | [ 26 ]   |        |
| 2020 | 第十屆立法委員選舉   | 新北市第四選舉區                       | 民主進步黨 | 119,461   | 55.13% |          |        |
| 2024 | 第十一屆立法委員選舉 | 新北市第四選舉區                       | 民主進步黨 | 107,772   | 50.21% |          |        |

## 曾主持的節目
- 2010/01/01─2011/06/30：快樂聯播網《大秉包小餅》（與王時齊搭檔）

## 外部連結
- 立法委員吳秉叡簡介(立法院)（页面存档备份，存于）
- 立法委員吳秉叡Facebook粉絲團 （页面存档备份，存于）
- 立法委員吳秉叡Facebook
- YouTube上的吳秉叡頻道
- 立法委員吳秉叡YouTube頻道（页面存档备份，存于）
- 立法委員吳秉叡於立法院司法及法制委員會質詢黃世銘1（页面存档备份，存于）, 2013年9月25日上午
- 立法委員吳秉叡於立法院司法及法制委員會質詢黃世銘2（页面存档备份，存于）, 2013年9月25日下午
- 公民監督國會聯盟－立法委員吳秉叡
- 線上大國民 Mighty People Online -立法委員資料–吳秉叡